# Armand Bory
Pour les articles homonymes, voir Bory.
Armand Bory, né le 8 juillet 1844 à Allanche (Cantal) et mort le 20 mai 1931 à Paris, est un magistrat et homme politique français.

## Biographie
Avocat, il est ensuite juge suppléant à Moissac et président du tribunal civil d'Alais, puis en 1889 président du tribunal civil de Nîmes. En 1889, il est élu à l'Académie de Nîmes.
Il est député du Cantal de 1891 à 1898, inscrit au groupe de la Gauche démocratique. Battu en 1898, il réintègre la magistrature comme président de chambre à la Cour d'Appel d'Amiens. Il retrouve son siège de député de 1910 à 1914. Il est conseiller général du canton de Pierrefort de 1880 à 1925 et membre du conseil supérieur de l'Agriculture.

## Sources
1. ↑  Liste alphabétique des fauteuils., [xls]